# Thang Long Warriors
Thang Long Warriors (Các chiến binh Thăng Long) là đội bóng rổ chuyên nghiệp được thành lập vào năm 2017, đến từ Thủ đô Hà Nội, Việt Nam. Thang Long Warriors hiện đang thi đấu tại giải bóng rổ chuyên nghiệp Việt Nam VBA.
Đội bóng đã giành được chức vô địch ngay trong năm đầu tiên thi đấu tại VBA 2017 và tiếp tục thể hiện một phong độ ấn tượng khi liên tiếp lọt vào vòng VBA Playoffs trong các năm tiếp theo.
Ngoài việc thi đấu chuyên nghiệp, Thang Long Warriors còn chú trọng vào việc phát triển nền bóng rổ nước nhà bằng việc thành lập Trung tâm đào tạo bóng rổ Thang Long Warriors và phát triển các đội trẻ U19, U17.

## Tổng kết thành tích qua các mùa giải VBA
| Mùa giải  | HLV               | Vòng bảng                        | Vòng bảng                        | Vòng bảng                        | Vòng bảng                        | Vòng loại trực tiếp                | Vòng loại trực tiếp                | Vòng loại trực tiếp                | Vòng loại trực tiếp                |
| Mùa giải  | HLV               | Thắng                            | Thua                             | Tỷ lệ thắng                      | Xếp hạng                         | Thắng                              | Thua                               | Tỷ lệ thắng                        | Kết quả                            |
| --------- | ----------------- | -------------------------------- | -------------------------------- | -------------------------------- | -------------------------------- | ---------------------------------- | ---------------------------------- | ---------------------------------- | ---------------------------------- |
| 2017      | Lee Tao Dana      | 12                               | 3                                | .800                             | 1st                              | 5                                  | 2                                  | .714                               | Vô địch                            |
| 2018      | Predrag Lukic     | 10                               | 5                                | .667                             | 2nd                              | 0                                  | 2                                  | .000                               | Bán kết                            |
| 2019      | Matt Juranek      | 7                                | 8                                | .467                             | 4th                              | 1                                  | 2                                  | .333                               | Bán kết                            |
| 2020      | Pedrag Lukic      | 8                                | 4                                | .667                             | 2nd                              | 3                                  | 3                                  | .500                               | Á quân                             |
| 2021      | Pedrag Lukic      | Mùa giải bị hủy vì dịch Covid-19 | Mùa giải bị hủy vì dịch Covid-19 | Mùa giải bị hủy vì dịch Covid-19 | Mùa giải bị hủy vì dịch Covid-19 | Mùa giải bị hủy vì dịch Covid-19   | Mùa giải bị hủy vì dịch Covid-19   | Mùa giải bị hủy vì dịch Covid-19   | Mùa giải bị hủy vì dịch Covid-19   |
| 2022      | Pedrag Lukic      | 5                                | 7                                | .417                             | 5th                              | Không vào được vòng loại trực tiếp | Không vào được vòng loại trực tiếp | Không vào được vòng loại trực tiếp | Không vào được vòng loại trực tiếp |
| 2023      | Christopher Daleo | 11                               | 7                                | .611                             | 4th                              | 0                                  | 2                                  | .000                               | Bán kết                            |
| Tổng cộng | Tổng cộng         | 53                               | 34                               | .609                             |                                  | 9                                  | 11                                 | .450                               | Một chức vô địch VBA               |

## Các HLV trưởng
- Lee Tao Dana (2017)
- Predrag Lukic (2018)
- Matt Juranek (2019)
- Predrag Lukic (2020-2022)
- Christopher Daleo (2023)

## Đồng phục thi đấu

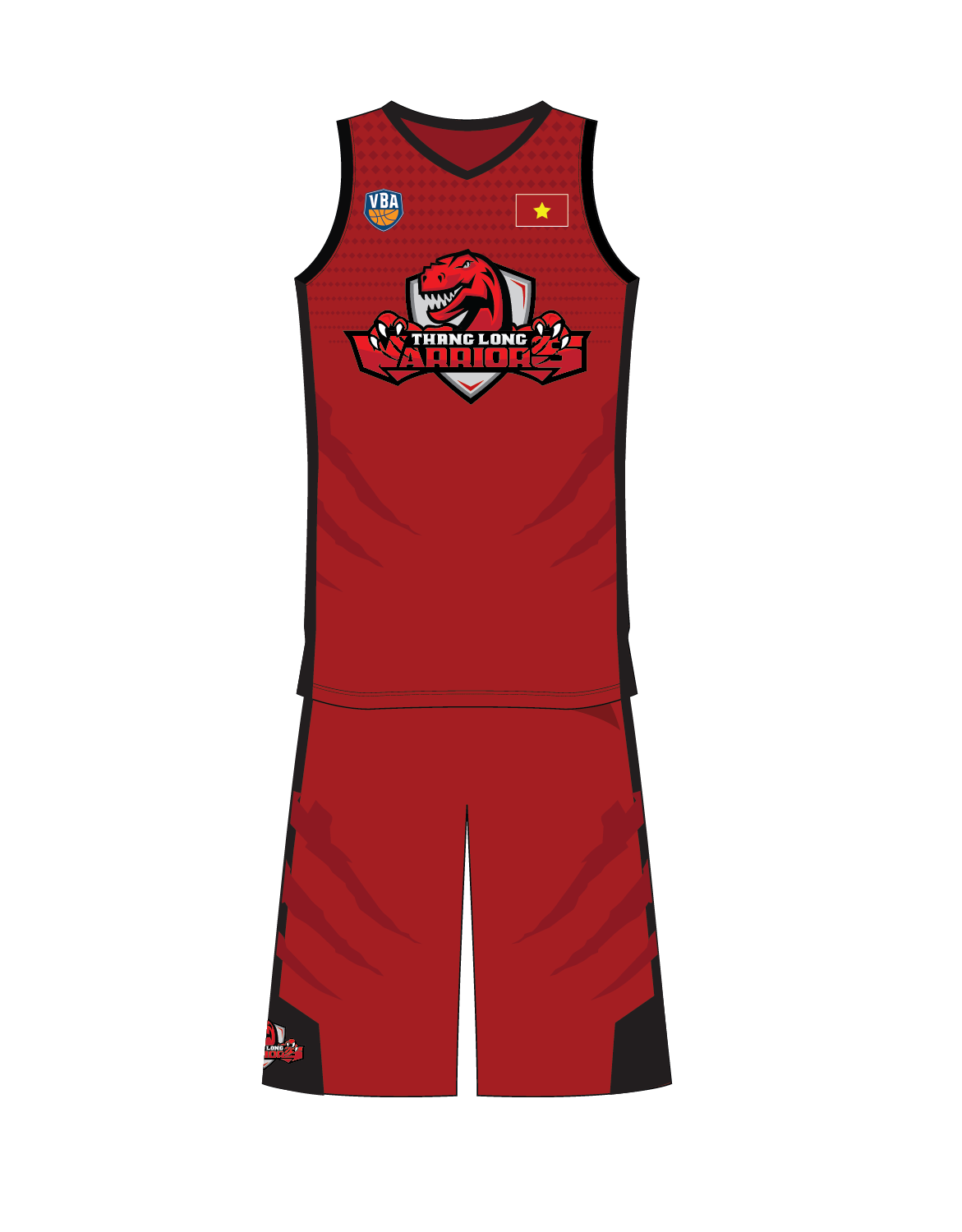
VBA 2017 - Sân nhà
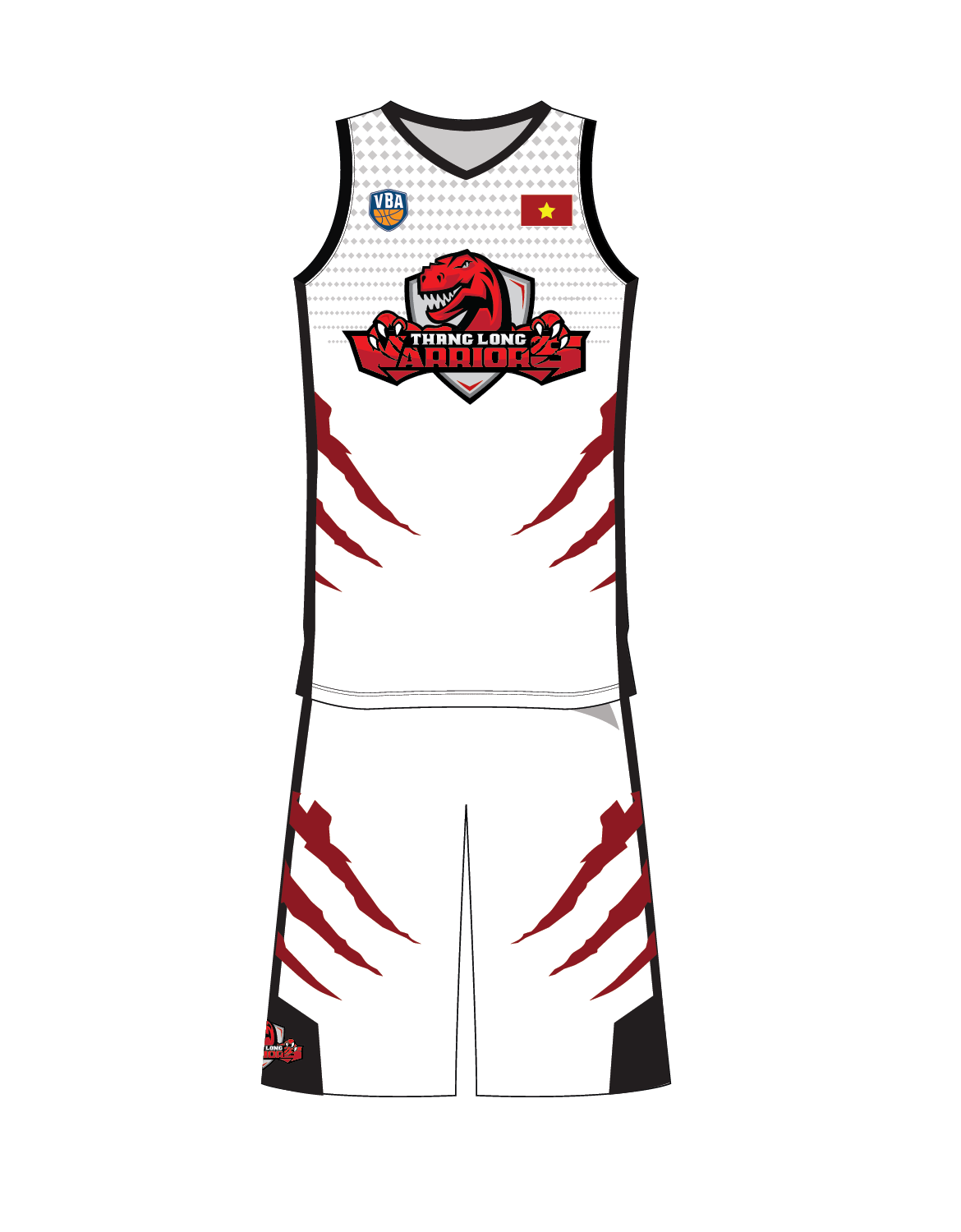
VBA 2017 - Sân khách
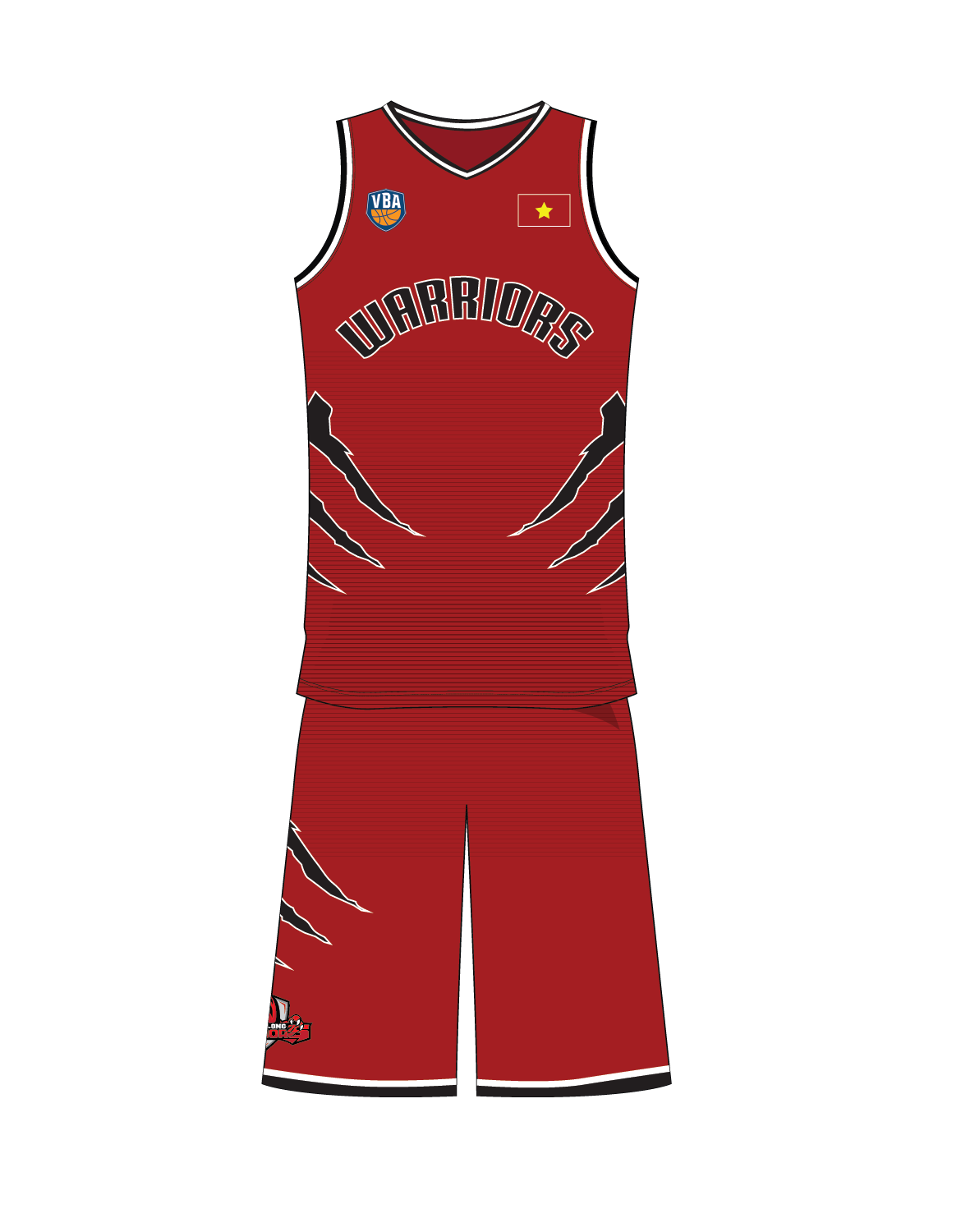
VBA 2018 - Sân nhà
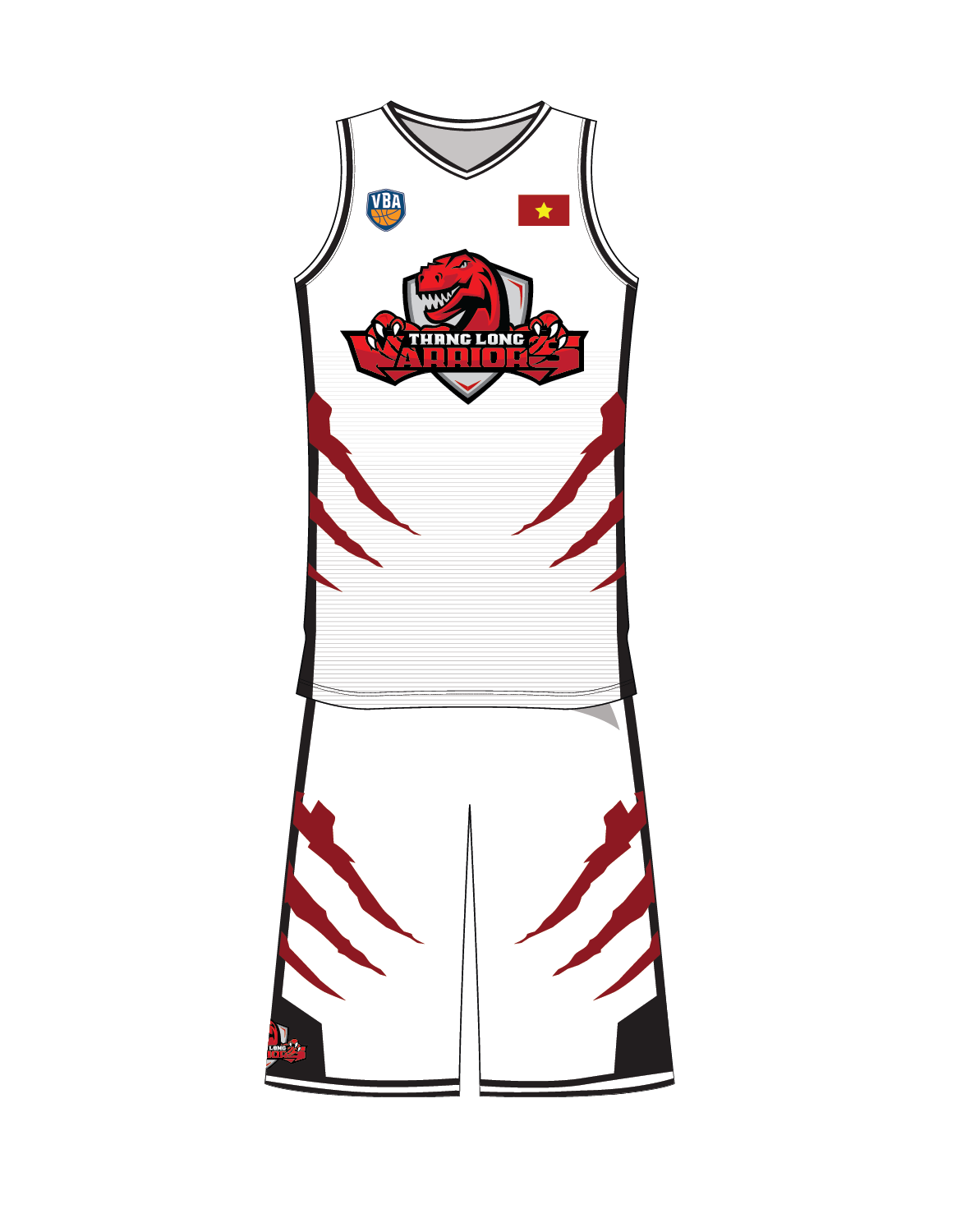
VBA 2018 - Sân khách
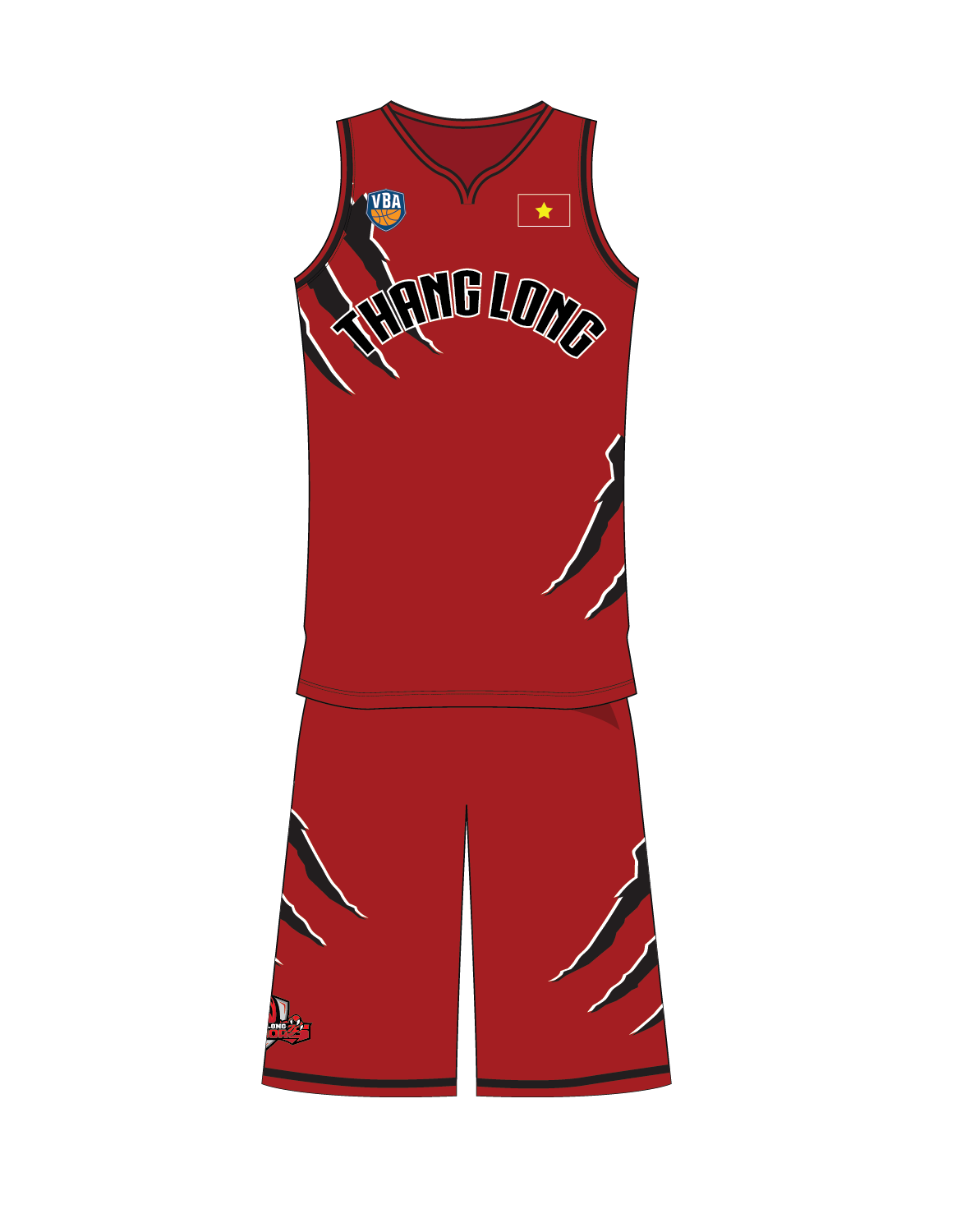
VBA 2019 - Sân nhà
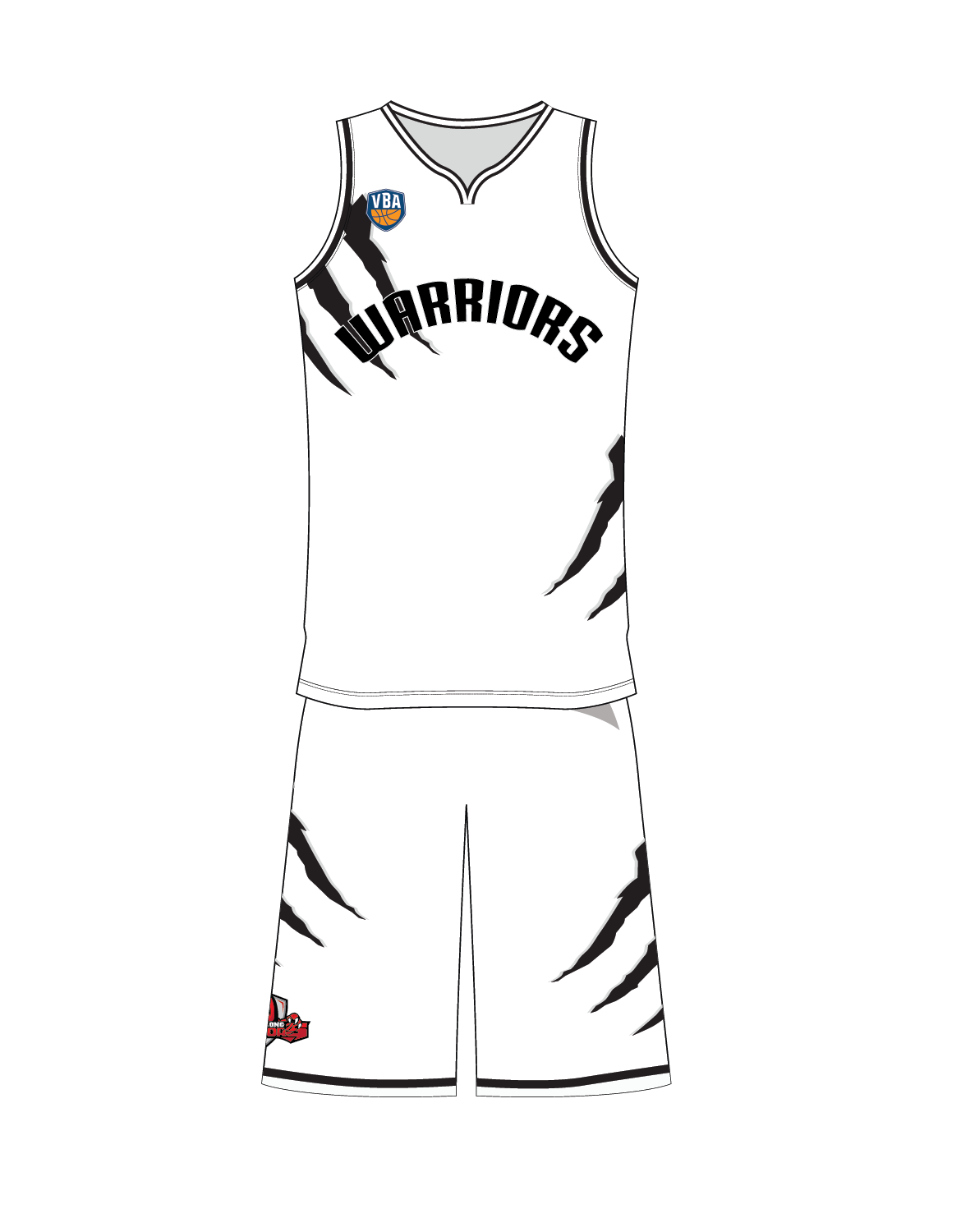
VBA 2019 -Sân khách

## Các trang thông tin của đội bóng
- Thang Long Warriors trên Facebook
- Thang Long Warriors (TLW) trên Instagram

## Tin tức
- Ngược dòng kịch tính, Thanglong Warriors vô địch VBA Lưu trữ ngày 9 tháng 10 năm 2019 tại Wayback Machine
- ThangLong Warriors vô địch giải bóng rổ nhà nghề Việt Nam 2017
- Tracy Thư Lương: Nữ chủ tịch CLB thể thao đầu tiên tại Việt Nam
- Justin Young - chàng cầu thủ từ bỏ gia sản giàu có để chơi bóng rổ: Không có cuộc chơi nào không đánh đổi
- Gặp gỡ hai "hotboy bóng rổ" từ Thang Long Warriors, bạn sẽ hiểu lý do bị "đánh cắp" trái tim!
- Fans xếp hàng dài, kiên nhẫn chờ xin chữ ký của các cầu thủ Thang Long Warriors
- Thang Long Warriors continue to be unbeatable at VBA 2018
- Thang Long Warriors opens basketball training centre in Hà Nội
- Woman storms male basketball club bastion
- Tracy Thu Luong: VBA’s Wonder Woman

## Video
- BBUZZ | THANG LONG WARRIORS
- Khoảnh khắc vô địch VBA 2017
- Highlights VBA 2019 || Playoffs 1 - Game 1: Cantho Catfish vs Thang Long Warriors | 24.08
- Highlights VBA 2019 || Game 16: Hanoi Buffaloes vs Thang Long Warriors | 27.06
- Highlights VBA 2019 || Game 37: Thang Long Warriors vs Danang Dragons | 03.08